# انواع سایه‌های سیاه
«انواع سایه‌های سیاه» (به انگلیسی: Many Shades of Black) تک‌آهنگی از گروه موسیقی آلترنتیو راک راکانترز است که در سال ۲۰۰۸ میلادی منتشر شد.